# Aingeray
Aingeray est une commune française située dans le département de Meurthe-et-Moselle, village de Lorraine en région Grand Est.

## Géographie

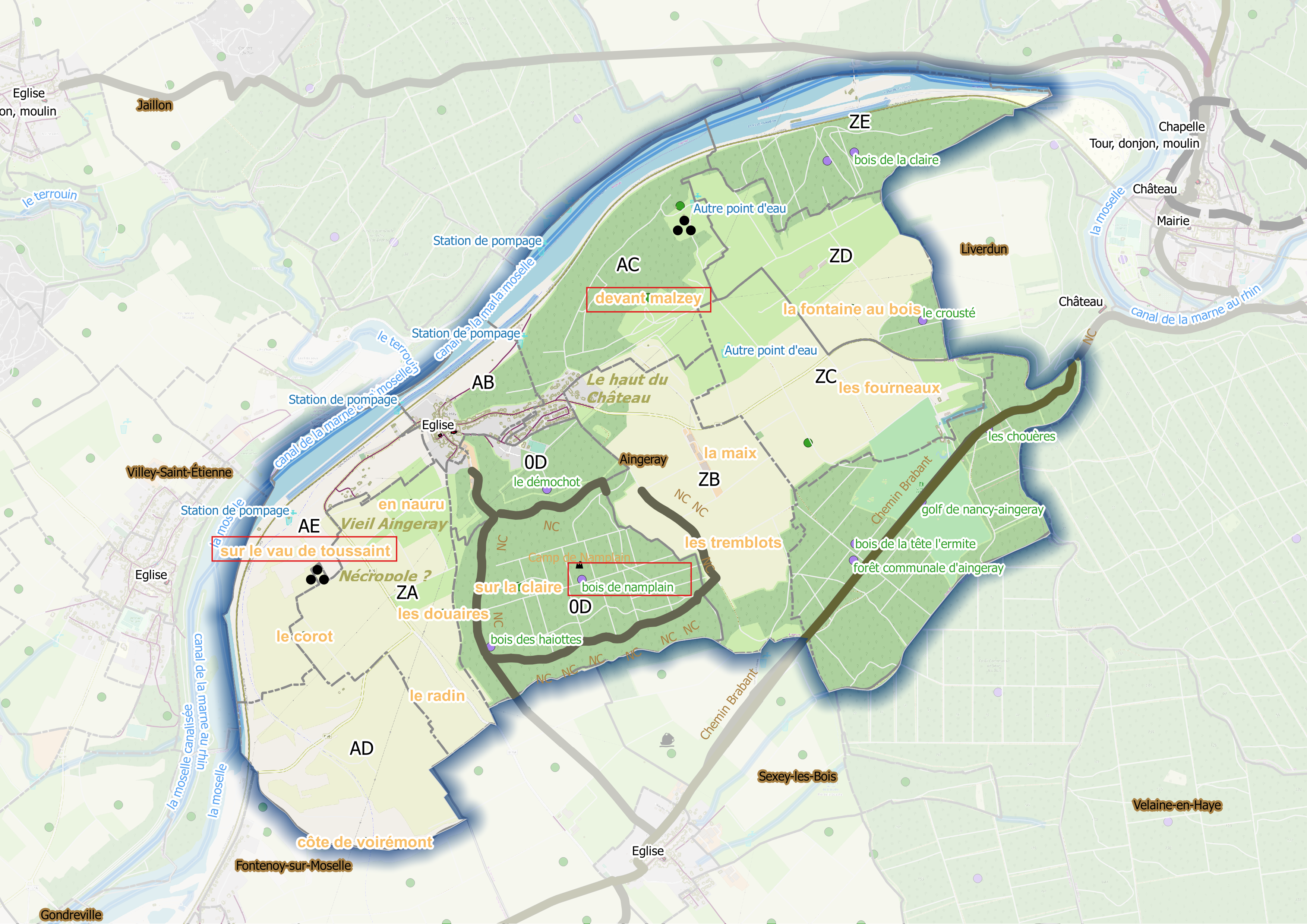
Fig 1 - Aingeray (ban communal).

D’après les données Corine land Cover, le ban communal de 1 291 hectares comprend en 2011, plus de 38 % de terres arables et de prairies, 38 % de forêt et près de 7% de surfaces en eau, 10 % de surfaces agricoles diverses et près de 6 % de zones industrielles et urbanisées. Le bourg à l'aspect typique des villages-rue de lorraine.
Le territoire est arrosé par la Moselle et son canal à grand gabarit sur environ 4 800 m. L'altitude moyenne d'Aingeray est de 241 mètres environ. Un exemple de relief géologique dit synclinal peut être observé à Aingeray
La commune est desservie par la route départementale no 90, venant de la vallée de la Moselle à Liverdun, allant vers Toul via Fontenoy-sur-Moselle et Gondreville. Les sources historiques et archéologiques mentionnent d'anciens chemins reliant Liverdun et Toul, via Sexey-les bois dont certains diverticules desservaient les lieux-dits Vieil Aingeray et Bois de Namplain.
Le lieu-dit Voirémont est connu pour abriter un exemple de pelouse calcaire riche en spécimens de biodiversité intéressants.

### Lieux-dits et écarts
Les lieux-dits Val Toussaint et Malzey apparaissent à de nombreuses reprises dans les chroniques historiques et archéologiques de la région.

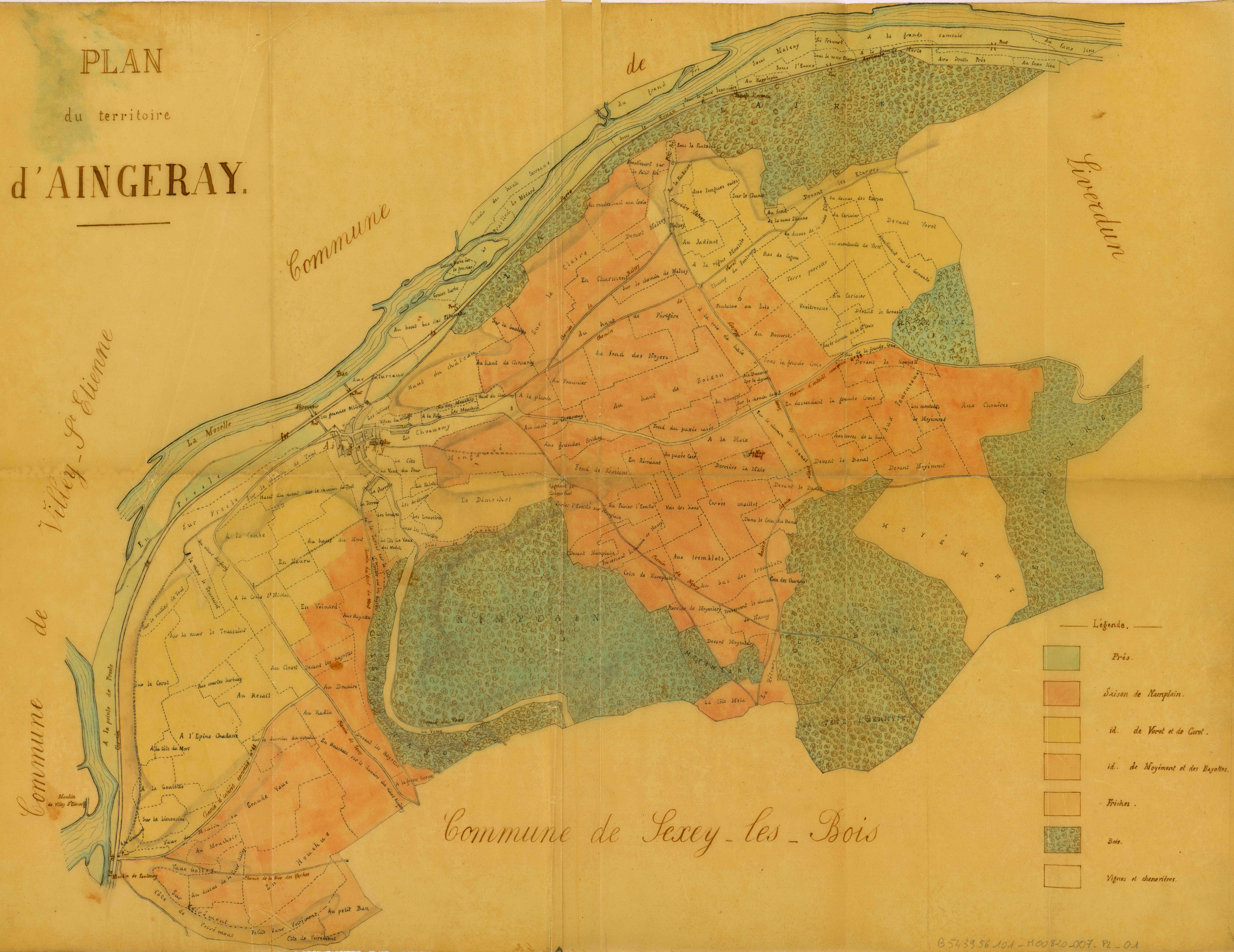
Aingeray en 1888, B.M. de Nancy.

Le toponymes Fourneaux et Banal pourraient indiquer la présence ancienne d'installations communales partagées comme un four, un moulin (Fig 1).

### Communes limitrophes
| Jaillon              | Jaillon        | Liverdun        |
| Villey-Saint-Étienne | Aingeray       | Velaine-en-Haye |
| Fontenoy-sur-Moselle | Sexey-les-bois | Velaine-en-Haye |

### Hydrographie
La commune est dans le bassin versant du Rhin au sein du bassin Rhin-Meuse. Elle est drainée par la Moselle et la Moselle canalisée,.
La Moselle, d'une longueur totale de 560 kilomètres dont 314 kilomètres en France, prend sa source dans le massif des Vosges au col de Bussang et se jette dans le Rhin à Coblence en Allemagne.
la Moselle canalisée est un canal, chenal non navigable de 135 km qui relie la commune de Dieulouardà celle de Kœnigsmacker où il se jette dans la Moselle.

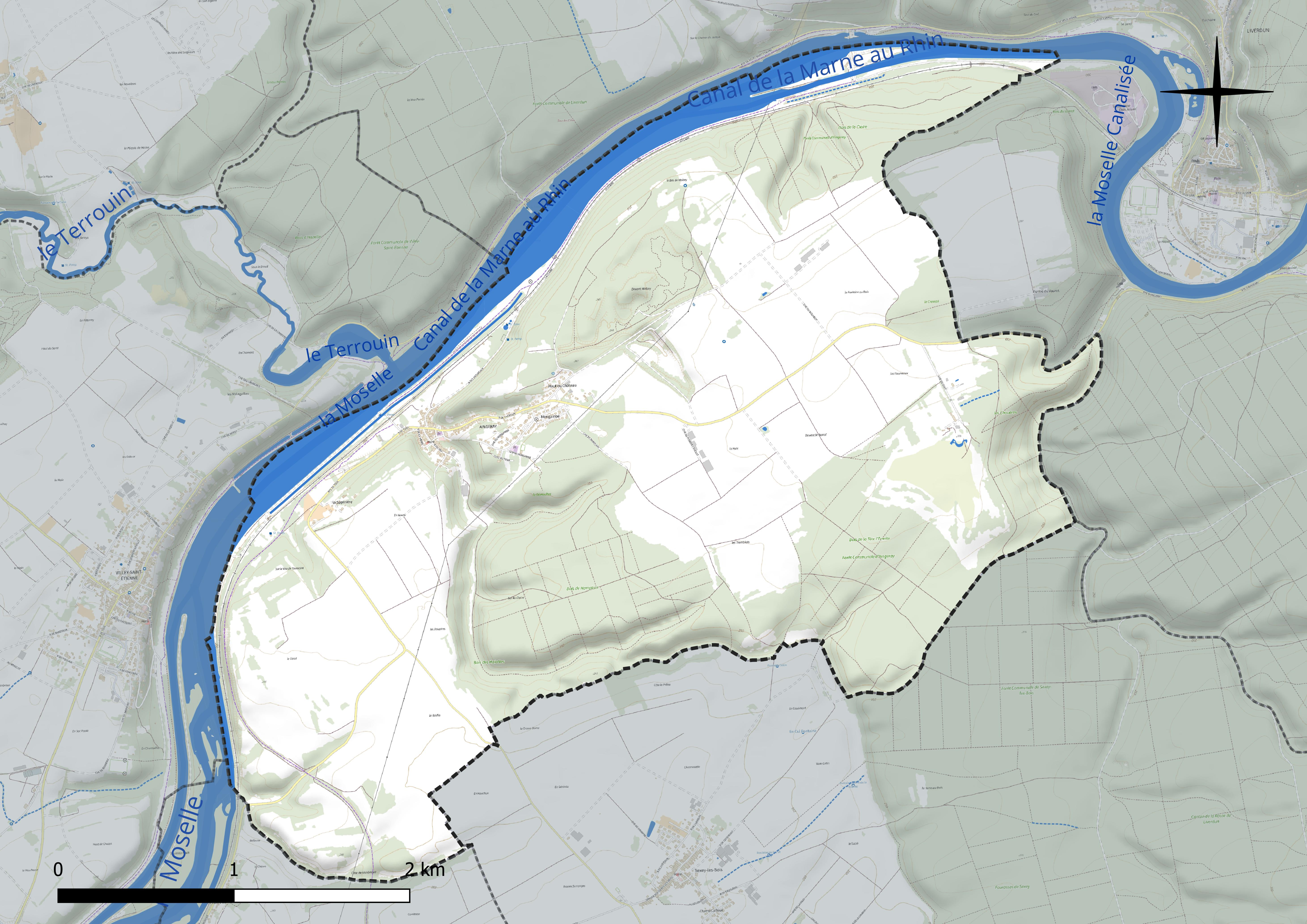
Réseau hydrographique d'Aingeray.

### Climat
Pour des articles plus généraux, voir Climat du Grand Est et Climat de Meurthe-et-Moselle.
En 2010, le climat de la commune est de type climat des marges montargnardes, selon une étude du Centre national de la recherche scientifique s'appuyant sur une série de données couvrant la période 1971-2000. En 2020, Météo-France publie une typologie des climats de la France métropolitaine dans laquelle la commune est dans une zone de transition entre le climat océanique altéré et le climat océanique altéré et est dans la région climatique Lorraine, plateau de Langres, Morvan, caractérisée par un hiver rude (1,5 °C), des vents modérés et des brouillards fréquents en automne et hiver.
Pour la période 1971-2000, la température annuelle moyenne est de 9,7 °C, avec une amplitude thermique annuelle de 16,8 °C. Le cumul annuel moyen de précipitations est de 819 mm, avec 12,3 jours de précipitations en janvier et 9,4 jours en juillet. Pour la période 1991-2020, la température moyenne annuelle observée sur la station météorologique de Météo-France la plus proche, « Nancy-Essey », sur la commune de Tomblaine à 17 km à vol d'oiseau, est de 11,0 °C et le cumul annuel moyen de précipitations est de 746,3 mm. 
La température maximale relevée sur cette station est de 40,1 °C, atteinte le 24 juillet 2019 ; la température minimale est de −24,8 °C, atteinte le 21 février 1956,,.
Les paramètres climatiques de la commune ont été estimés pour le milieu du siècle (2041-2070) selon différents scénarios d'émission de gaz à effet de serre à partir des nouvelles projections climatiques de référence DRIAS-2020. Ils sont consultables sur un site dédié publié par Météo-France en novembre 2022.

## Urbanisme

### Typologie
Au 1er janvier 2024, Aingeray est catégorisée commune rurale à habitat dispersé, selon la nouvelle grille communale de densité à sept niveaux définie par l'Insee en 2022.
Elle est située hors unité urbaine. Par ailleurs la commune fait partie de l'aire d'attraction de Nancy, dont elle est une commune de la couronne,. Cette aire, qui regroupe 353 communes, est catégorisée dans les aires de 200 000 à moins de 700 000 habitants,.

### Occupation des sols
L'occupation des sols de la commune, telle qu'elle ressort de la base de données européenne d’occupation biophysique des sols Corine Land Cover (CLC), est marquée par l'importance des territoires agricoles (48,7 % en 2018), une proportion identique à celle de 1990 (48,7 %). La répartition détaillée en 2018 est la suivante : 
forêts (38,8 %), terres arables (27,7 %), prairies (10,5 %), zones agricoles hétérogènes (10,5 %), eaux continentales (6,7 %), espaces verts artificialisés, non agricoles (3,8 %), zones urbanisées (1,9 %). L'évolution de l’occupation des sols de la commune et de ses infrastructures peut être observée sur les différentes représentations cartographiques du territoire : la carte de Cassini (XVIIIe siècle), la carte d'état-major (1820-1866) et les cartes ou photos aériennes de l'IGN pour la période actuelle (1950 à aujourd'hui).

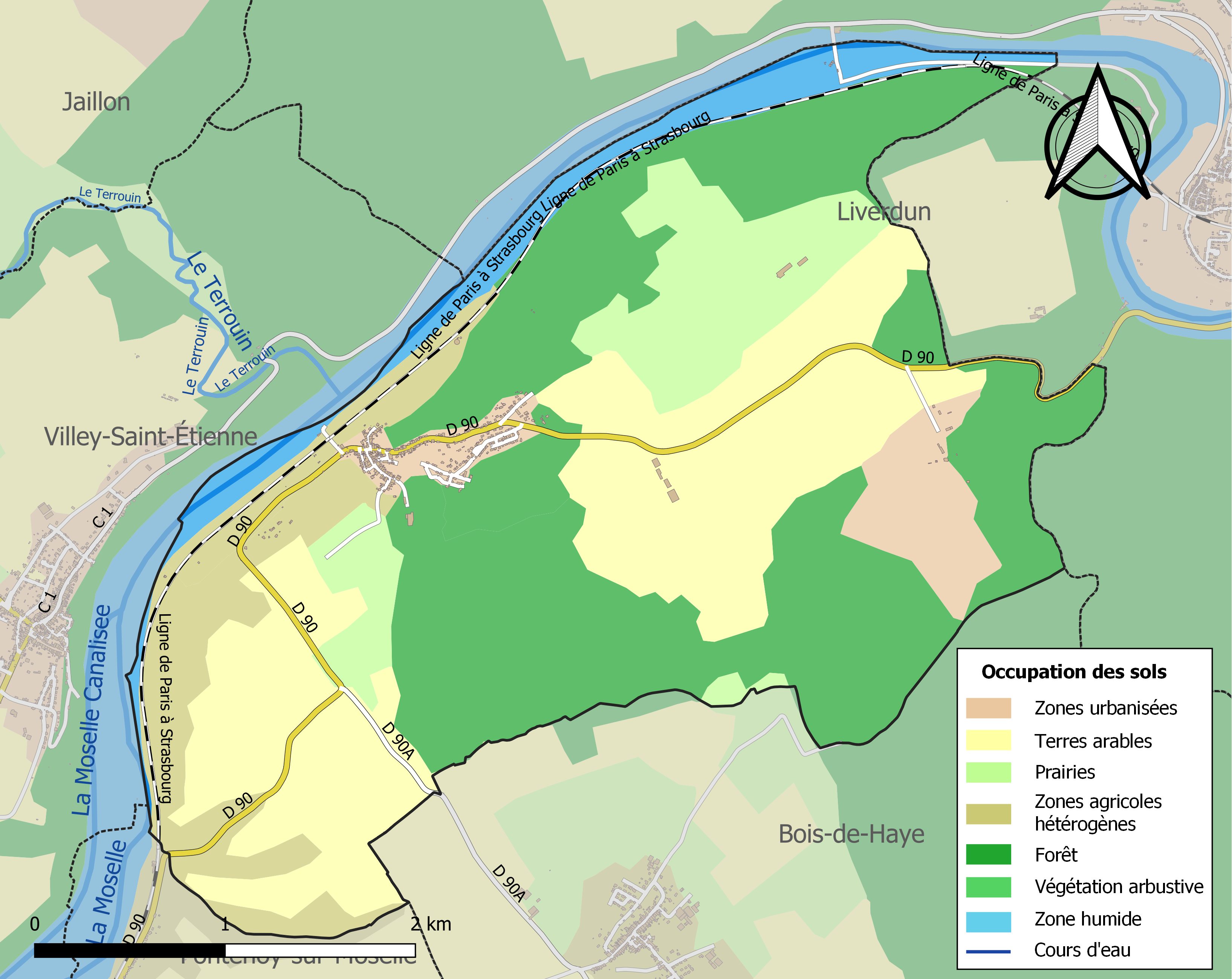
Carte des infrastructures et de l'occupation des sols de la commune en 2018 (CLC).

## Toponymie
Le toponyme apparaît sous la forme latine Angeriacum villa en 922/962, Angeriacum en 974 et 1050, puis Angeliaco en 965. La forme française "Angerei" apparaît dès 1262/1263 ; l'on a Engerey en 1492, Angerey en 1516, Angeray en 1594, Aingery en 1719 ; la graphie actuelle n'apparaît qu'en 1862. L'on trouve en outre la précision Aingerey-lez-Gondreville en 1565.
Le nom est composé de l'anthroponyme germanique Anghari et du suffixe gallo-romain -iacum : domaine d'Angar. Ce type de formation, issu du jargon de l'administration fiscale, est typique de l'Antiquité tardive (IVe siècle-VIIe siècle).

## Histoire

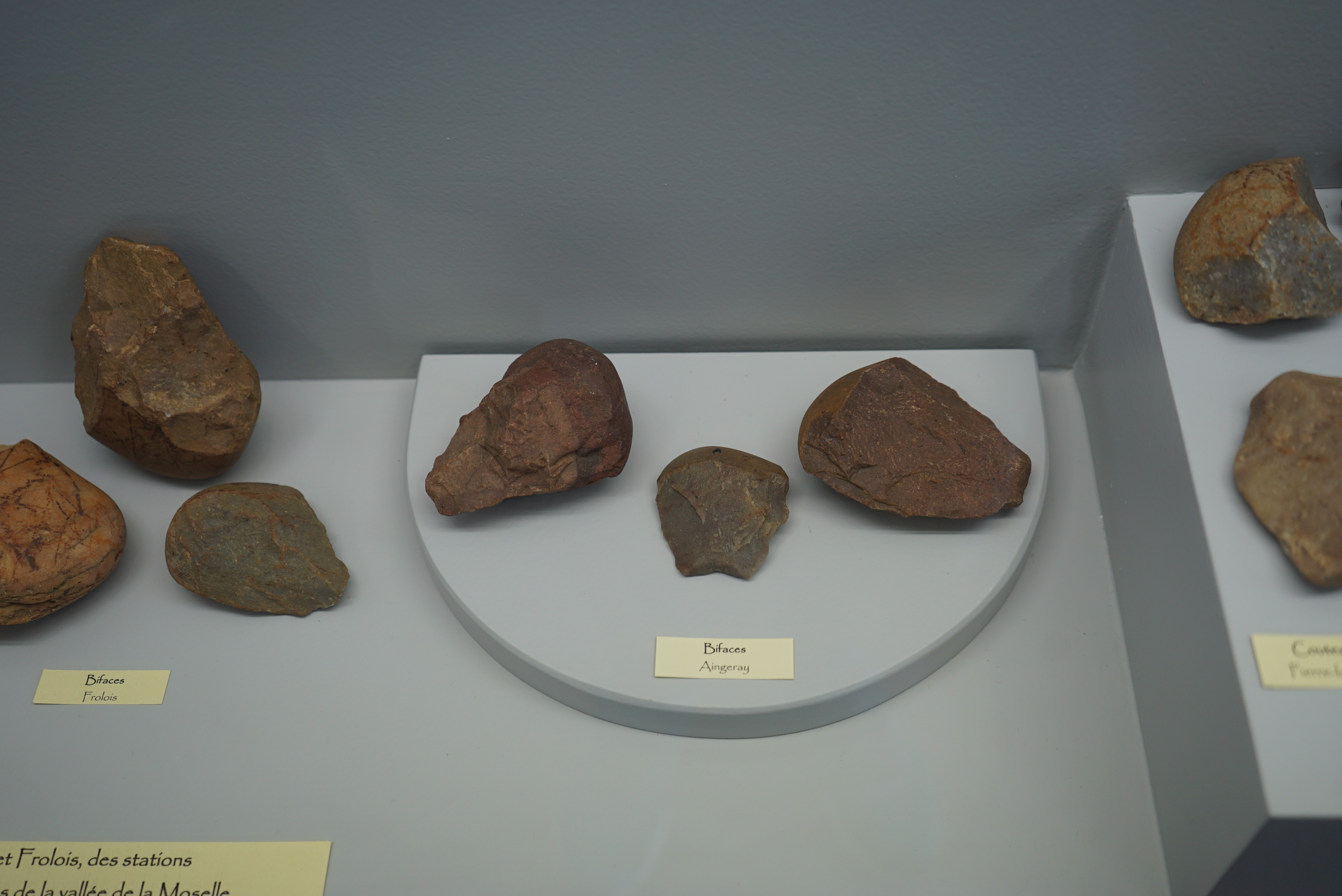
Bifaces (Cne d'Aingeray - Musée de Toul).

Le journal de la société d'archéologie lorraine cité par Jules Beaupré dans son répertoire archéologique mentionne la découverte d’artefacts de la période de l'âge de pierre sur le plateau dominant le village.

### Antiquité
H Lepage cite le Révérend Père Benoît Picart qui au XVIIIe siècle rend compte de découvertes sur le territoire de la commune située à une lieue un tiers à l'est de Toul. :
« Camp d'une étendue assez considérable suivant le P(ère). Picart, il était fortifié de murailles et de tours qui paraissaient encore, de son temps, en plusieurs endroits au-dessus de terre. Les médailles antiques qu'on y a trouvées en fouillant le sol, font conjecturer, dit-il, que c'est un ouvrage que l'on peut attribuer aux Gaulois ou aux Romains »
On faisait donc remonter cet établissement à la période du Haut-Empire romain ou à l’Époque de l'indépendance du territoire celte de Gaule, mais Beaupré conteste le caractère de camp fortifié de ce site et y voit plutôt une structure agraire :
« Il existe dans le bois de Namplain des amoncellements de pierres brutes, formant enceintes, et quelques tumuli. Nous en avons fouillé, M. Bleicher et moi, un certain nombre en 1895, mais sans succès. Ces lignes de pierres s'étendent dans toute la forêt, et offrent la plus grande analogie avec l'ouvrage du même genre situé dans les bois d'Allain. Bien que ce travail ne présente aucun caractère militaire, c'est sans doute lui que Benoît Picard avait en vue quand il parle « d'un camp fortifié de murs et de tours, entre Aingeray et Sexey ».

### Moyen Âge
Le revenu du village d'Aingeray, dont dépendait Molzey, fut donné par Pépin à Bornon, en 794, engagé ensuite aux comtes de Chaumontois, puis retiré par saint Gérard, qui la donna aux religieux de Saint-Mansuy.
L'érudit Olry, ancien instituteur d'Allain précise :
« Au Vaux Toussaint entre Aingeray et Fontenoy, ruines d'un hameau appelé « le Vieil Aingeray », découverte sur ce lieu d'un grand nombre d'objets, dont des tuiles plates à rebords. À l'orient et à deux km d'Aingeray, vestiges du hameau de Molzey, (Molisiacus, Malzey ou Marley), détruit, d'abord au XVIIe siècle, temporairement habité par quelques familles puis définitivement abandonné. Dans la même direction, vestiges d'un château, maison seigneuriale du XVe siècle et du XVIe siècle. »
Aingeray aurait donc été formé de la réunion de plusieurs hameaux, toutefois la genèse et l'histoire de ces installations reste encore un peu obscure, comme l'explique une série d'articles de la revue Études touloises consacrés à ce village.
L'existence d'une ferme mérovingienne est certaine. En effet, E Salin cite la découverte de sépultures barbares aux lieux-dits Au vieil Aingeray (Fig1) et à la Vaux Toussaint en 1873.

### Époque moderne
Graves dommages au cours de la Seconde Guerre mondiale.[réf. nécessaire]

### Anecdotes
Pour actes de sorcellerie, trois personnes furent exécutées, une femme nommée Claudon Oudenot et un pâtre Nicolas Gengoulphe en 1608 et une autre femme Méline, veuve de Nicolas Gérard, en 1615.[réf. nécessaire]
En 1630, la peste régnait aux environs de Nancy et dans les environs. La peste sévit aussi durant six mois à Aingeray  (et probablement à Malzey) et y fit mourir 32 personnes.
Comme d'autres villages de Lorraine et du Toulois, Aingeray a été le lieu de la manifestation de la présence du loup et plusieurs récits le mettant en scène aux prises avec l'homme ont été exposées par M. Hachet dans un article de la revue Études touloises.

## Politique et administration
| Période                                  | Période      | Identité                        | Étiquette | Qualité                     |
| ---------------------------------------- | ------------ | ------------------------------- | --------- | --------------------------- |
| avant 1489                               |              | PARISET (Le drapier) ou PARISOT |           | mayeur                      |
|                                          |              | Gérard THOUVENOT                |           | mayeur boulanger / hôtelier |
| en 1668                                  |              | François Bonnet                 |           | mayeur                      |
| Vers 1676                                |              | Claude (Claudin) FRANÇOIS       |           |                             |
| Vers 1715                                | Vers 1722    | Nicolas FRANÇOIS                |           |                             |
| 1789                                     |              | François François               |           |                             |
| 1792                                     |              | Charles Hachet                  |           |                             |
| avant 1802                               | environ 1820 | François Pierson                |           |                             |
| 1871                                     |              | François Thomas Depardieu       |           |                             |
| avant 1911                               |              | Mansuy                          |           |                             |
| avant 1981                               | ?            | Michel Laramée                  | PS        |                             |
| 1983                                     | 1989         | René Juliac                     |           |                             |
| 2001                                     | En cours     | André Fontaine                  |           |                             |
| Les données manquantes sont à compléter. |              |                                 |           |                             |

Note : François François était le maire également de Malzey

### Liste des curés
| Période      | Identité             |
| ------------ | -------------------- |
| avant 1728 - | Jean Joseph LIEGAULT |
| en 1728 -    | A CHAMOY             |
| avant 1792 - | LORRAIN              |
| après 1792 - | Nicolas AUBRY        |
| 1824 - 1831  | François DROUIN      |
| -            |                      |

## Démographie
L'évolution du nombre d'habitants est connue à travers les recensements de la population effectués dans la commune depuis 1793. Pour les communes de moins de 10 000 habitants, une enquête de recensement portant sur toute la population est réalisée tous les cinq ans, les populations de référence des années intermédiaires étant quant à elles estimées par interpolation ou extrapolation. Pour la commune, le premier recensement exhaustif entrant dans le cadre du nouveau dispositif a été réalisé en 2004.
En 2022, la commune comptait 538 habitants, en évolution de −2,89 % par rapport à 2016 (Meurthe-et-Moselle : −0,13 %, France hors Mayotte : +2,11 %).
| 1793 | 1800 | 1806 | 1821 | 1831 | 1836 | 1841 | 1846 | 1851 |
| ---- | ---- | ---- | ---- | ---- | ---- | ---- | ---- | ---- |
| 365  | 365  | 383  | 399  | 446  | 429  | 440  | 480  | 690  |

| 1856 | 1861 | 1872 | 1876 | 1881 | 1886 | 1891 | 1896 | 1901 |
| ---- | ---- | ---- | ---- | ---- | ---- | ---- | ---- | ---- |
| 518  | 482  | 488  | 484  | 466  | 466  | 461  | 405  | 382  |

| 1906 | 1911 | 1921 | 1926 | 1931 | 1936 | 1946 | 1954 | 1962 |
| ---- | ---- | ---- | ---- | ---- | ---- | ---- | ---- | ---- |
| 364  | 441  | 520  | 657  | 451  | 414  | 321  | 370  | 389  |

| 1968 | 1975 | 1982 | 1990 | 1999 | 2004 | 2006 | 2009 | 2014 |
| ---- | ---- | ---- | ---- | ---- | ---- | ---- | ---- | ---- |
| 397  | 398  | 417  | 585  | 638  | 607  | 600  | 559  | 560  |

| 2019 | 2022 | - | - | - | - | - | - | - |
| ---- | ---- | - | - | - | - | - | - | - |
| 520  | 538  | - | - | - | - | - | - | - |

## Économie
Les historiens s'accordent à décrire une économie essentiellement agricole et faiblement viticole, au XIXe siècle :   
« Surf. territ. : 665 hect. en terres lab., 73 en prés, 27 en vignes, 240 en bois. Un hectare semé en blé peut rapporter 12 hectolitres 50 litres, en orge 12, en seigle 10, en avoine 45. On y élève principalement des chevaux »,.

### Secteur primaire ouAgriculture
Le secteur primaire comprend, outre les exploitations agricoles et les élevages, les établissements liés à l’exploitation de la forêt et les pêcheurs. D'après le recensement agricole 2010 du Ministère de l'agriculture (Agreste), la commune d' Aingeray était majoritairement orientée sur la polyculture et le poly - élevage (auparavant même production ) sur une surface agricole utilisée d'environ 600 hectares (égale à la surface cultivable communale) en augmentation depuis 1988 - Le cheptel en unité de gros bétail s'est maintenu autour de 595 entre 1988 et 2010. Il n'y avait plus que 7 (6 en 1988) exploitation(s) agricole(s) ayant leur siège dans la commune employant 11 unité(s) de travail, (jusqu'à 13 auparavant) : l'activité agricole avait résisté.

## Culture et patrimoine

### Lieux et monuments
- Ruines fortifiées au lieu-dit Haut-du-Château.(Fig1)

" Maison seigneuriale du XVe siècle  ou du XVIe siècle appartenant à M. Depardieu ; à l'extérieur, fenêtres à meneaux et portes à linteau ornementé ; à l'intérieur, cheminée curieuse, couronnée de petits créneaux ; dans les caves, anciennes prisons, et fond de fosse ".
Texte de Étienne Olry dans le Répertoire archéologique de l'arrondissement de Toul (1871).
Elle était la résidence du maire ayant un rôle judiciaire, elle perdit cette fonction par les décrets de 1790 portant sur la création des cantons et de la justice de paix installée à Fontenoy-sur-Moselle jusqu'en 1800. La cave de la prison a été comblée vers 1984 par Bernard Depardieu, propriétaire des lieux.
Une fourche patibulaire et son échelle étaient dressées en place publique pour l'exécution par pendaison des condamnés à mort et la population devait assistance au bourreau dans son œuvre.
- Une écluse et un barrage de la Moselle canalisée sont situés sur le territoire de la commune.(Fig1)

### Héraldique
| Blason de Aingeray | Blason  | D'azur à un cheval cabré d'argent, au chef cousu de gueules* chargé d'un soleil d'or, à deux crosses, l'une d'or et l'autre d'argent, passées en sautoir et brochant sur le tout. |
| Blason de Aingeray | Détails | * Ces armes emploient le terme « cousu » dans le seul but de contrevenir à la règle de contrariété des couleurs : elles sont fautives : gueules sur azur. Adopté en 1978.         |

## Édifice religieux
- Église Saint-Médard détruite en 1944 et reconstruite.
- Le retable en pierre de dimensions 0,90 m par 2 m et du datant du début du XVIe siècle, il provient de la chapelle de Malzey (ermitage Saint-Jean). Propriété de la commune, il est classé en 1908 aux " Monuments Historiques" sous le n° PM54000004[40]. Encastré dans le mur, il se compose de six niches placées de front, accolées les unes aux autres et séparées la 3e et la 4e par une niche centrale plus importante. Chacune de ces petites niches est couronnée d'un dais et abrite deux statuettes (en tout douze, figurant les apôtres) ; la niche principale est occupée par trois personnages : le Père éternel, une femme agenouillée et un ange. Une description détaillée du retable a été publiée par Victor Riston[41].